# Karl Friedrich Ludwig von Lediwary
Karl Friedrich Ludwig von Lediwary (* Dezember 1732 in Ragnit; † 12. Oktober 1812 in Polnisch Wartenberg) war ein preußischer Generalmajor, zuletzt Chef des Husarenregiments Nr. 10 sowie Erbherr auf Ottendorf bei Polnisch Wartenberg. Er galt als einer der besten Husarenführer seiner Zeit.

## Leben

### Herkunft
Die Familie stammt ursprünglich aus Ungarn. Sein Vater Anton von Lediwary stand zunächst in österreichischen Diensten und wechselte dann in preußische. Er kam als Rittmeister aus dem Husarenregiment Nr. 1 und fiel am 6. Juni 1741 bei Ulmendorf (Olbersdorf). Die Einheit konnte einige eingekesselte Husaren befreien, darunter auch Hans Joachim von Zieten. Der König Friedrich II. versprach der Witwe, sich um die Söhne zu kümmern. Der Bruder Johann Georg Wilhelm († 1794) wurde Oberstleutnant und Kommandeur des Infanterieregiments „Kleist“, Karl Friedrich Ludwig kam zur Kavallerie.

### Militärkarriere
Lediwary kam am 20. Oktober 1750 als Kadett nach Berlin und wurde am 19. August 1756 als Gefreitenkorporal im Infanterieregiment „Wietersheim“ angestellt. Während des Siebenjährigen Krieges nahm er an der Schlacht bei Torgau, sowie an den Gefechten von Reichenbach, Giersdorf und Wartha teil. In der Zeit wurde er am 28. Februar 1759 als Kornett in das Kürassierregiment „Schmettau“ versetzt. Dort wurde er am 5. Juni 1760 Leutnant. Nach dem Krieg wurde er am 20. September 1769 als Rittmeister und Eskadronchef in das Husarenregiment „Bohlen“ versetzt.
Er nahm auch am Bayerischen Erbfolgekrieg teil. Am 6. September 1780 wurde er Major und am 7. Juni 1789 Oberstleutnant. Am 31. Mai 1791 wurde er Oberst und während einer Revue am 4. September 1791 erhielt er auch den Orden Pour le Mérite. Als der Kommandeur des Kordon an der polnisch-schlesischen Grenze 1793 der General Georg Ludwig von Dalwig erkrankte, erhielt Lediwary am 18. Juli 1793 das Kommando.  Am 29. Dezember 1794 wurde er zum Chef des Husarenregiments „Prinz Eugen von Württemberg“ ernannt, da der Prinz krank ausgeschieden war. Der Prinz erholte sich aber wieder, erhielt das Regiment zurück und am 23. Januar 1797 erhielt Lediway stattdessen das Husarenregiment „Wolky“. Lediwary war aber schwer krank, und so dauerte es bis zum Sommer 1797, bis er das Regiment in Skierniewice zum ersten Mal besuchte. Am 23. Mai 1798 wurde er zum Generalmajor ernannt. Auf Grund seiner Erkrankung beantragte er am 8. März 1799 seine Entlassung, was aber abgelehnt wurde, der König konnte und wollte nicht auf seinen General verzichten. Aber er war zu krank und erhielt seine Demission am 1. Oktober 1799, dazu eine Pension von 1000 Talern und zog sich nach Polnisch-Wartenberg zurück. 1802 bat er um eine Erhöhung seiner Pension, das wurde aber abgelehnt. Er starb am 12. Oktober 1812.

### Familie
Lediwary war zweimal verheiratet. Seine erste Frau war Helene Charlotte Gräfin von Salisch (* 6. Juni 1733; † 13. Oktober 1797). Sie war die Witwe des Oberst von Vippach. Nach ihrem Tod heiratete er am 16. Dezember 1798 in Wazlawek Henriette Karoline von Winterfeld (* 9. April 1765 in Winzig; † 4. April 1835), die einzige Tochter des Oberst Heinrich Bernhard von Winterfeld († 1810).